# Astrid de La Forest
Pour les autres membres de la famille, voir Famille de La Forest Divonne.
Astrid de La Forest, née le 18 novembre 1962 à Paris, est une graveuse et peintre française .
Membre de l'Institut de France depuis 2016, elle est la première femme graveuse élue à l’Académie des beaux-arts, institution dont elle assure la présidence pour l'année 2022.

## Biographie

### Famille
Fille de René de La Forest-Divonne et Bernadette Humann-Guilleminot, Astrid de La Forest naît en 1962. Elle a un frère et deux sœurs ; elle est la belle-sœur de l'artiste Guy de Malherbe et la tante de la journaliste Apolline de Malherbe.

### Formation et carrière
Après des études à l’École supérieure d’arts graphiques, elle collabore aux décors de théâtre de Richard Peduzzi et comme portraitiste d’assises pour France 2 de 1990 à 1999.
Depuis 1995, elle se consacre à la peinture et à la gravure, utilisant plusieurs techniques : eau-forte, aquatinte, pointe sèche mais surtout carborundum permettant de réaliser de grands formats. Elle imprime dans les ateliers de taille-douce de Lacourière-Frélaut fermés en 2008, René Tazé et Raymond Meyer à Pully en Suisse, ce dernier étant devenu son imprimeur attitré ; elle réalise des épreuves uniques (monotype) ou en tirage limité. Ses sujets sont essentiellement pris sur le motif : montagne et arbres, monde animal avec une réelle prédilection pour les singes.
Elle expose en Suisse, en Grande-Bretagne ou à Paris (galeries La Forest-Divonne et Documents 15). Elle a effectué des résidences d’artistes au Maroc, en Tasmanie et dans le Donegal en Irlande. Elle est représentée à l'année par la galerie Documents 15 à Paris depuis 2012 avec ses confrères Érik Desmazières et Pierre Collin.
Parallèlement, elle a enseigné les arts plastiques à l’École nationale supérieure d'architecture de Paris-Belleville.
Elle est sociétaire de la Société des peintres-graveurs français depuis 2013.
En juin 2023, le musée Jenisch de Vevey (Suisse) présente dans une rétrospective une cinquantaine de ses œuvres : quelques animaux mais essentiellement des paysages. Elle co-édite, avec les éditions Snoeck, un livre intitulé Ombres portées, dans lequel elle dialogue avec Florian Rodari, conservateur de la Fondation William Cuendet & Atelier de Saint-Prex.

### Académicienne
En juin 2018, Astrid de La Forest devient la première femme graveur élue à l'Académie des beaux-arts, où elle rejoint la section Gravure, auprès de Pierre-Yves Trémois (élu en 1978), René Quillivic (1994) et Érik Desmazières (2008). En 2018, la section Gravure était composée de Astrid de La Forest, Érik Desmazières et Pierre Collin.
En 2022, elle succède à Alain-Charles Perrot en tant que présidente de l'Académie des beaux-arts, titre annuel.

### Décoration
- Chevalier de l'ordre national du Mérite[7]